# Jimy J. Hollywood
Jimy Jameson Hollywood filmrendező, videóklip rendező, forgatókönyvíró.

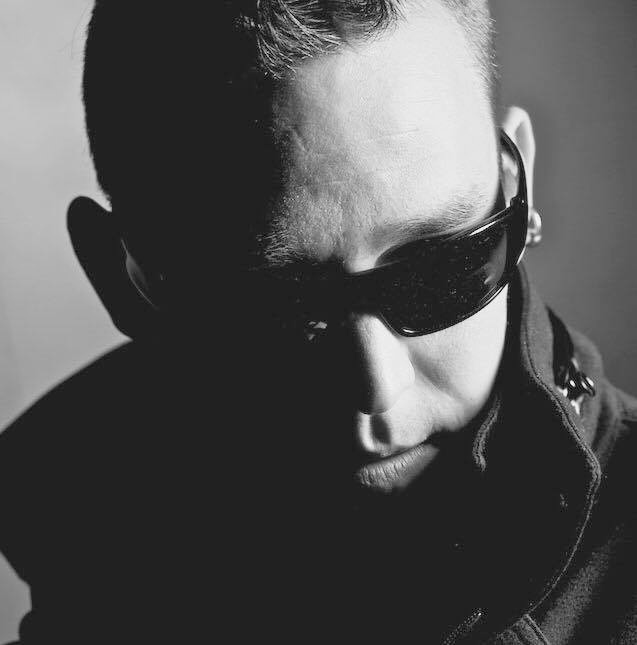

## Munkái
Erős érzelmi töltetű témákat jelenít meg klipjeiben, kisfilmjeiben.
- VerZ ft. Düki - Inside
- Children of Distance – Márványtábla
- Anti Fitness Club – Kötéltánc

Gyakran használ drámai elemeket, melyeket sokszor szürreális képi világgal társít. Olyan kiemelt előadókkal dolgozott, mint a Hooligans, Caramel, Hien, Zséda, Oroszlán Szonja, Tolvai Reni, Király Viktor, EDDA, Compact Disco, Wolf Kati stb.
A nemzetközi piacról is egyre többen keresik fel: Paul van Dyk (német DJ, producer), Nathan Goshen (izraeli énekes-dalszerző), Basim (marokkói származású dán énekes), Martin Jensen (zenei producer).
2015-ben forgatta le első nagyjátékfilmjét Mikó István és Adorjáni Bálint főszereplésével, „(Az) Obsitos kocsmája” címmel, melyet Szekszárd városának felkérésére készített.

## További munkái, közreműködései
- Zséda – Hétköznapi mennyország c. videóklip
- Anti Fitness Club – Mennyország (rendező-forgatókönyvíró)
- Hien – Who matters
- Zorka - Én vagyok
- Kocsis Tibi - Lásd a csodát
- Tilinger Attila - Ez az út az az út (rendező)[2]